# Чоловік-тінь
Чоловік-тінь (англ. The Shadow Man) — перший сегмент 10-го епізоду 1-го сезону телевізійного серіалу «Зона сутінків».

## Сюжет
Тринадцятирічний хлопчик Денні Хейс — найздібніший та найрозумніший учень у школі, до того ж він вирізняється серед інших працелюбністю та, як наслідок, дуже високими результатами. Однак при цьому він має і значні недоліки — він слабкий фізично та дуже лякливий, внаслідок чого Денні здебільшого або не помічають взагалі, або глузують з нього. Також через свої страхи хлопчик не може спати повністю без світла. Одного разу мати робить Денні зауваження, що він вже повинен нарешті навчитися засинати у цілковитій темряві та з вимкненими телевізором та радіоприймачем, внаслідок чого вимикає всі прилади та люстру. Після цього з-під ліжка Денні з'являється невідомий, таємничий чоловік, який за своєю сутністю є тінню — видно лише його силует, неначе зафарбований повністю у чорний колір. Поставши перед зляканим хлопцем, він промовляє «я — Чоловік-тінь, і я ніколи не зроблю нічого поганого тому, під чиїм ліжком я живу» та, перейшовши через вікно, зникає на вулиці. Подібне трапляється декілька разів, і Денні нарешті заспокоюється, остаточно зрозумівши, що він тримає своє слово та дійсно нічого не робить йому поганого.
Після появи Чоловіка-тіні в кварталі, де мешкає Денні Хейс, та загалом в місті починають траплятися загадкові вбивства. Таємничого незнайомця поліція оголошує в розшук. Всі люди віднині бояться виходити в пізній час на подвір'я навіть на секунду, оскільки невідомий може напасти будь-коли на будь-кого. Однокласники хлопця також налякані новинами, і чим більше вони лякаються, тим більш спокійним стає ще не так давно невпевнений в собі та боязкий Денні, оскільки він точно знає, що той, хто скоює ці злочини, обіцяв, що не чіпатиме його. Тимчасом інший учень школи, Ерік, викликає Денні на бійку, оскільки злий на нього через дівчину на ім'я Ліанна, яка подобається їм обом та якій Хейс допоміг зробити алгебру, прийшовши до неї додому пізно ввечері, в той час, як Ерік побоявся це зробити. Денні приймає виклик та пропонує зустрітися у парку о дев'ятій годині вечора.
Після того, як хлопці зустрілися в обумовлений час в зазначеному місці, Ерік починає психологічно тиснути на Денні. Останній відступає, намагаючись відтягнути момент початку бійки. В цей час за спиною Денні з'являється той самий Чоловік-тінь, внаслідок чого страшенно переляканий Ерік тікає. Наприкінці епізоду Денні намагається зав'язати розмову з незнайомцем, однак той несподівано починає пресингувати хлопчика, потім хапає його за горло та піднімає над землею. Денні починає натякати, що Чоловік-тінь начебто обіцяв його не чіпати, на що останній до своєї стандартної фрази «я — Чоловік-тінь, і я ніколи не зроблю нічого поганого тому, під чиїм ліжком я живу» додає, що живе під ліжком іншої людини.

## Оповіді

### Початкова оповідь
«Коли тобі тринадцять років, ти начебто вже повинен позбавитися своїх дитячих страхів, які раптово виникають вночі. Повинен. Але Денні Хейс ніяк не може вирватися з їхнього полону в тіні зони сутінків».

## Цікавий факт
Епізод не має оповіді наприкінці.

## Ролі виконують
- Джонатан Вард — Денні Хейс
- Джейсон Прессон — Ерік
- Майкл Річ — Пітер
- Хізер Хаас — Ліанна Еймс
- Джеф Келгаун — Чоловік-тінь
- Кетлін Койн — мати
- Трісія Бартоломе — дівчина з червоною головою
- Джулія Гендлер — друга дівчина
- Мелісса Моултрі — Джейні
- Крістофер Госк — хлопчик
- Маркус Бентлі — хлопчик з окулярами
- Девід Голдсміт — дитина
- Емі О'Ніл — дівчина-блондинка

## Реліз
Прем'єра епізоду відбулась у Великій Британії 29 листопада 1985 та Італії на Туринському кінофестивалі в листопаді 2002.